# Fila
A Fila egy olasz ruházati vállalat, mely cipőket, sport- és hétköznapi ruházatot gyárt és forgalmaz. A céget 1911-ben alapították a Piemont régióban lévő Coggiolában, Biella megyében. 2007 óta a Szöul központú Fila Korea tulajdonában van, mely az egész világra kiterjedően forgalmazza a termékeket és 11 országban rendelkezik kirendeltséggel. 2010 óta a szöuli tőzsdén van bejegyezve.

## Története
1906-ban a Fila testvérek, Ettore és Giansevero Fila, munkát vállaltak a Piemontban lévő Coggiolában a Giuseppe Regis e Figli (Giuseppe Regis és Fiai) gyapjúmalomban. 1911-ben a Regis testvérek kiléptek a kötöttáru készítő vállalkozásból, amit ezután a Fila testvérek vittek tovább. 1923 február 9-én Biellában (a megyeközpontban) létrehozták a Maglificio Biellese (Biellai Kötöde) céget, melynek székhelye a Cesare Battisti úton volt és ami férfiak, nők illetve kisgyermekek számára készített alsóneműket. 1967-ben a Maglifico Biellese új neve Maby, Maglificio Biellese Fratelli Fila Spa lett, ami a Filatura di Cossato (Cossatói Fonalgyár) és a Coggiolai Szövészet Tessitura di Coggiola (Coggiolai Szövészet) mellett a térség neves textiliparát erősítette, mely a fonaltól a késztermékig a gyártási folyamat minden részletében kiváló minőséget képviselt. 
1973-ban jött el a nagy változás, mikor a Maby új neve Fila Sport lett, és a Fila nevet szerzett magának a világpiacon előbb a teniszben, ahol a Sergio Privitera által tervezett piros és kék színű „F” betűs a logójáról lett felismerhető.
A márka sikere a sportcipőivel lett teljes, melyeknek az Egyesült Államokban való értékesítés licenszbeadása az európai kollekcióval való szinergiához vezetett. A Carbonium graphite shoes teniszcipői révén a Fila volt az egyik első sportszergyártó, mely karbonlemezt helyezett el a cipői talpába.

### A Gemina tulajdonában

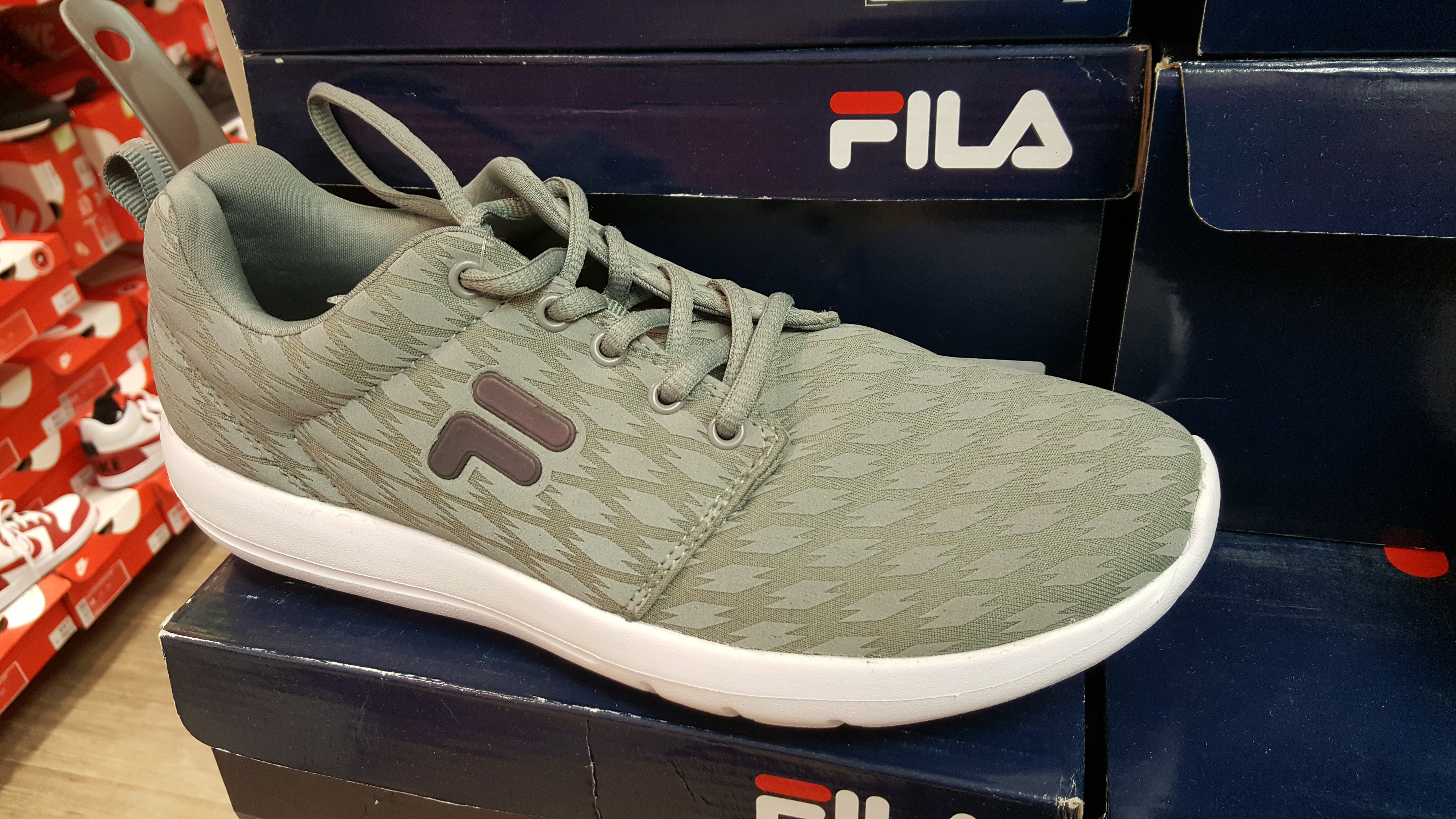
Fila cipő egy müncheni üzletben (2017)

A cég Enrico Frachey ügyvezető igazgatónak köszönhető kereskedelmi sikere arra ösztökélte a Cesare Romiti vezette Geminát, hogy többségi tulajdont szerezzen a SNIA S.p.A. vegyi vállalat által birtokolt cégben 1988-ban (53,2%-ot). 1991-ben a főként Európában ruházati termékekre fókuszáló Fila áthelyezte tevékenységének súlypontját a cipők USA területén való értékesítésére és kivásárolta az ottani licenszjogait. Ismert sportolók, mint Grant Hill és Jerry Stackhouse kosárlabdázók szponzorálásával a Fila lett Amerikában a legdinamikusabban fejlődő cipőmárka 1995-re. A FIAT autógyár által birtokolt Gemina holding számára ez volt a divatiparba való belépés – 1993-ban a Ciesse Piumini, 1995-ben a torinói Gruppo Finanziario Tessile (GFT NET) ezen részlegébe szállt be. 1997 márciusában a holding két társaságra vált külön: az egyik a Gemina maradt, a másik, melybe az ipari részesedések kerültek, az Rcs MediaGroup (Hdp) lett. Utóbbiba került a két fő üzletrész: a könyvkiadói részleg a Rizzoli-Corriere della Sera csoporttal, és a divatrészleg a GFT NET-tel és a Filával, melyekhez 1998-ban csatlakozott a Valentino presztízsmárka.
Ezzel egy olasz luxustermékek egy központja rajzolódott ki, azonban főként a ruházati szektor negatív iránya miatt a milánói holding rossz gazdasági-pénzügyi eredményeket ért el és ez a GFT-re egyenesen katasztrofális hatással volt. A negatív eredmények az üzlettársakat (FIAT, Pirelli, Intesa Bank és a Mittel) arra kényszerítették, hogy elhagyják a divatipart és a sajtótermékek kiadására koncentráljanak.

### A Geminától az amerikaiakig
2003 júniusában az Rcs MediaGroup (ex-Hdp) a Sport Brands International tulajdonába került, melynek székhelye Bermudán van és melyet az USA-beli privát befektetőket tömörítő Cerberus Capital Management alapkezelő irányít.
A Biella megyei központot áthelyezték Milánóba.

### Dél-koreai irányítás alatt

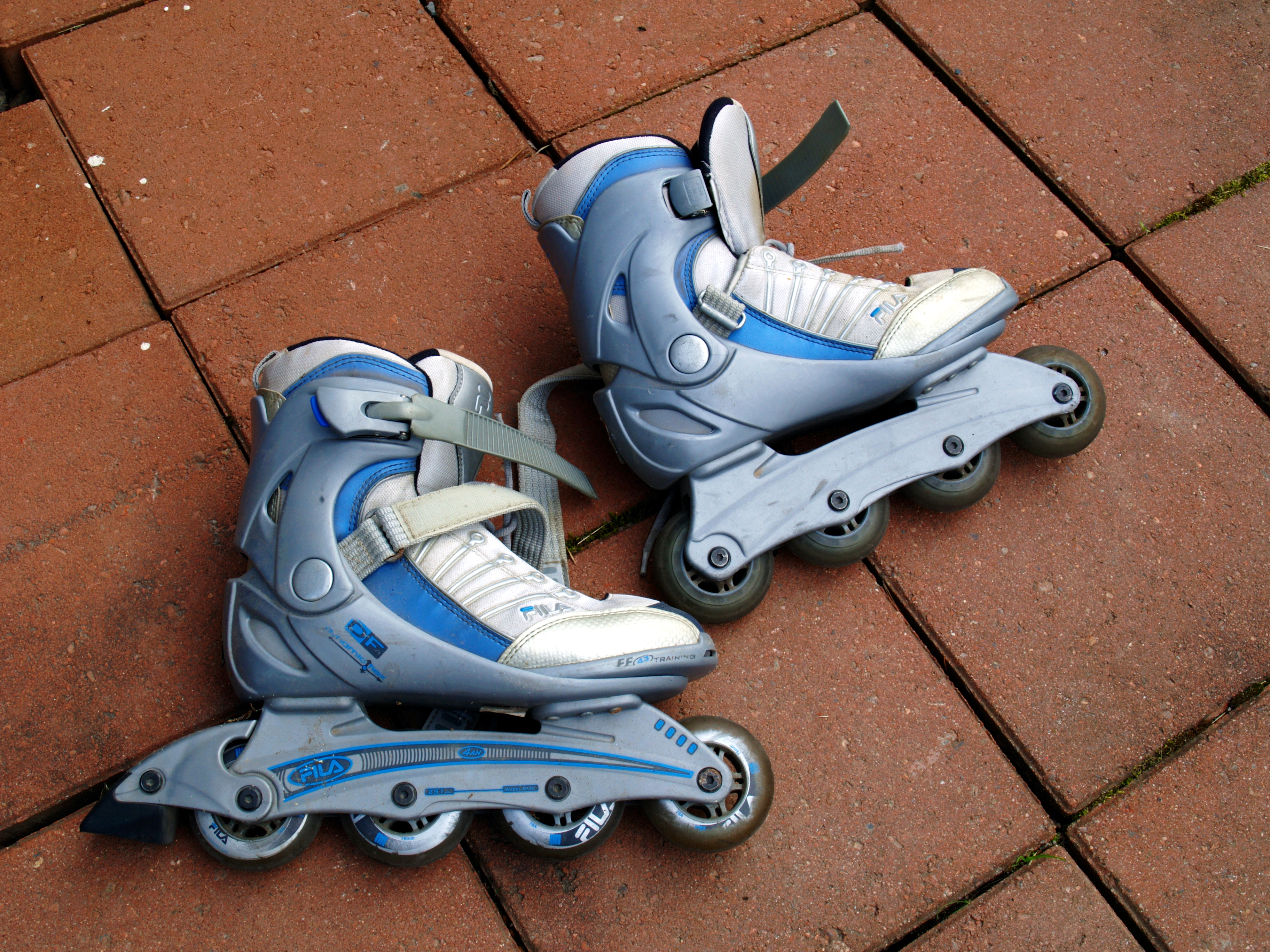
Fila görkorcsolya

2007-ben a Sports Brands International a Fila csoport összes világszerte folytatott tevékenységét eladta 350 millió amerikai dollárt meghaladó tranzakció keretében Gene Yoon szöuli vállalkozónak, a Fila Korea igazgatótanácsának vezetőjének, aki a dél-koreai leányvállalatot már 2005-ben megvette 127 millió dollárért. Ebben az évben Paris Hiltonnak egymillió dollárt fizettek azért, hogy a Filát reklámozza Dél-Koreában.
2008-ban az európai piachoz fűződő jogok az Integrix BV Grouphoz kerültek. 2010-ben Biellában jött létre a Fondazione Fila Museum, ami magában foglalja a vállalat teljes történelmi örökségét. 2011-ben a Fila Europe székhelye visszakerült Biellába mintegy húsz dolgozóval amint a milánói székhely bezárt.
2012-ben Gene Yoon úgy döntött, hogy megerősíti a márka jelenlétét Indiában. 2018-ban a divat világába is belevetette magát, részt vett a Milánói Divathéten és együttműködésbe kezdett a Fendivel.
2019-ben a Fila Holdings a Magnus Holdings leányvállalatán keresztül megszerezte az Acushnet Company 52%-át. A Fila Holdings fő részvényesei a – Gene Yoon által 75%-ban birtokolt – Piemonte Co., Ltd 20%-kal, a Fila Holdings 20%-kal és a dél-koreai National Pension 13%-kal. A Fila Holdings elnöke Gene Yoon, míg az igazgatótanács élére 2018-ban Yoon Keun-changot nevezték ki.

## Sportágak

### Tenisz

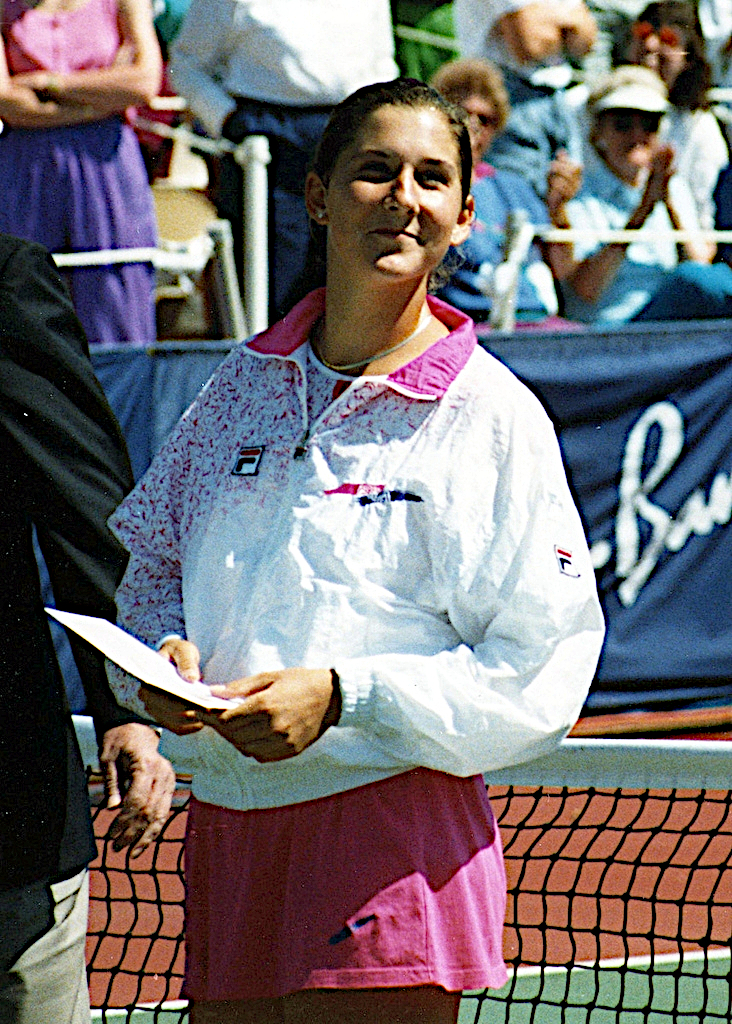
Szeles Mónika 1991-ben

A Fila a sportok közül elsőként a teniszben debütált, miután szakított azzal a hagyománnyal, hogy kizárólag csak fehérneműkkel foglalkozik. A hetvenes években a márka szereléseit viselte Guillermo Villas, de mindenekelőtt Björn Borg. Ezekben az években az olasz teniszezők legismertebbikét, Adriano Panattát öltöztette. A Fila teniszütőket is gyártott, Gianni Ocleppótól Victor Pecciig sok egykori Davis kupán szereplő teniszező használta az ütőiket. A teniszben a nyolcvanas és kilencvenes években Gabriela Sabatini, Szeles Mónika és Boris Becker révén ért a csúcsra a márka, akik mind az eredményeik, mind a pályán mutatott egyedi stílusuk révén kiemelkedtek a mezőnyből. Huszonkét évig a Fila volt az US Open szponzora.
A Fila öltöztetett többeket a legismertebb teniszezők közül, James Blake-et, Dmitrij Tursunovot, Marin Čilićet, Janko Tipsarevićet, Anna Čakvetadze és Kim Clijsterst. Utóbbi 2007-ben visszavonult, majd visszatérve 2009-ben megnyerte az US Opent. Az olasz versenyzők közül szponzorálta Andreas Seppit, aki sokáig a legmagasabban sorolt olasz volt az ATP ranglistán, Fabio Fogninit és Karin Knappot valamint a szerb Jelena Jankovićot. 2008-ban a Fila öt éves szerződést írt alá Wimbledoni Tenisztornával kettős márkajelzésű teniszcipő és öltözet elkészítésére. Ezek az egyedi ruházati darabok a Wimbledonra utaló „W” betűről ismerhetők fel.

### Síelés
A cég 1974-ben Ingemar Stenmark svéd bajnokkal való kooperáció révén lépett be ebbe a sportágba. Az ezt követő években a legismertebb olasz síbajnokokat szponzorálta, köztük Alberto Tombát és Deborah Compagnonit.

### Hegymászás
1978-ban a Fila társult Reinhold Messnerrel, aki történelmi küldetést tervezett azzal, hogy elsőként szándékozott oxigénpalackok használata nélkül megmászni a Mount Everestet. Az Everest után Messner az összes 8000 méterfeletti csúcsot megmászta oxigénpalackok nélkül a Fila hegymászó öltözeteibe bújva. A 70-es és 80-as években Messnerével egyidőben a Fila támogatta Jerzy Kukuczka lengyel hegymászót is, aki másodikként mászta meg az összes 8000 m feletti csúcsot oxigénpalackok nélkül. Messner és Kukuczka öltözékei a torinói Nemzeti Hegyi Múzeumban (Museo Nazionale della Montagna) vannak kiállítva. Hans Kammerlander is a márka neves használói közé tartozik.

### Egyéb sportok

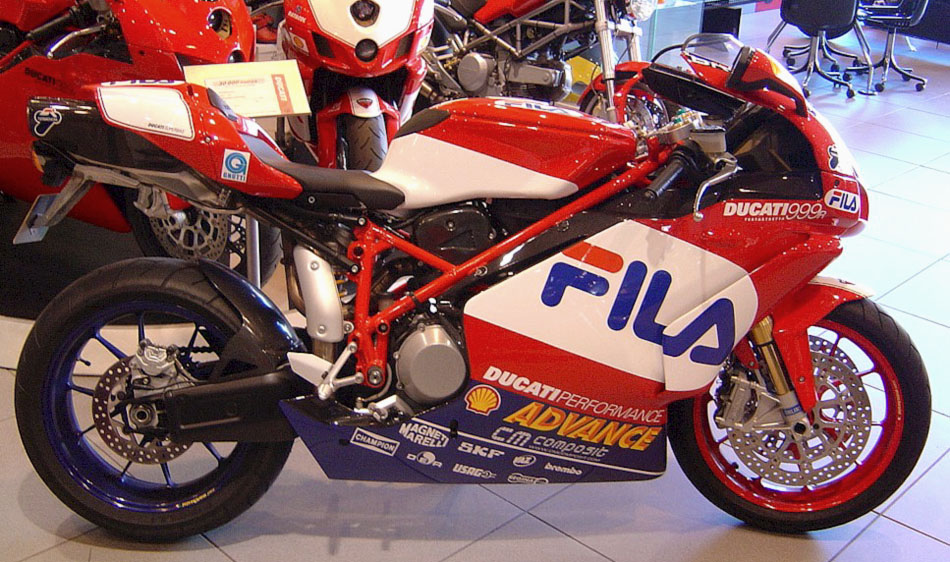
Egy a Fila által szponzorált Ducati 999

A Fila innovációja a szponzorálás terén az olyan sportolók támogatása, mint Giovanni Soldinié, aki egymagában vállalkozott a világ körbebiciklizésére, vagy a nyolcvanas évektől kezdődően a motorsportban szereplő istállók szponzorációja, mikor a Brabham csapatát és a világbajnok Nelson Piquet öltöztette, majd a 2000-es évek elején a Scuderia Ferrari és a Ducati Corse csapatokkal kötött partnerségi megállapodást. Egy időben szponzorálta a kenyai atlétikai csapat futóit. Dr. Gabriele Rosa, a Bresciában 1981-ben a Marathon Központot (Centro Marathon) felállító kardiológus olyan kaliberű futókat vett a szárnyai alá, mint Margaret Okayo és Moses Tanui, aki 1998-ban és 1999-ben 27 egymást követő maratont tudott megnyerni. Antonio Rossi többszörös olimpiai kenu-bajnok, aki a pekingi olimpián az olasz csapat zászlóvivője is volt, szintén a Fila egyik szponzoráltja volt.
A labdarúgásban a 2011-2012-es szezontól a Blackpool és a Notts County csapatának, a 2019-2020-as szezontól a Makkabi Tel-Aviv mezszállítója volt, míg korábban a Fiorentináé (1997-2000) és a West Ham Unitedé (1999-2004). A 2022-2023-as szezontól a Vicenza csapatának szponzora. 2016-ban a koreai SKT T1 csapatának volt szponzora és részt vett a League of Legends számítógépes stratégiai játék világbajnokságának szponzorálásában.

## A divat-részleg
A Fila a sportrészlege mellett belépett a divat világába is a Vintage Collection és a Gold Collection kollekciói révén. A Vintage a Fila korábbi ikonikus ruhadarabjait éleszti újjá a 21. századi ízléshez igazítva. Az újabb anyagok felhasználásával készült autentikus termékek egy jóval modernebb ruházatot eredményeznek, megmutatva, hogy a jó tervezés ellenáll az időnek. A Gold kollekció egy olasz luxusvonalat képvisel, aminek darabjait kiváló alapanyagok és kifinomult dizájn jellemzik.
Említésre méltó még a férfiak és nők számára készített pulzusmérő Fila karórák gyártása.

## A márka arcai

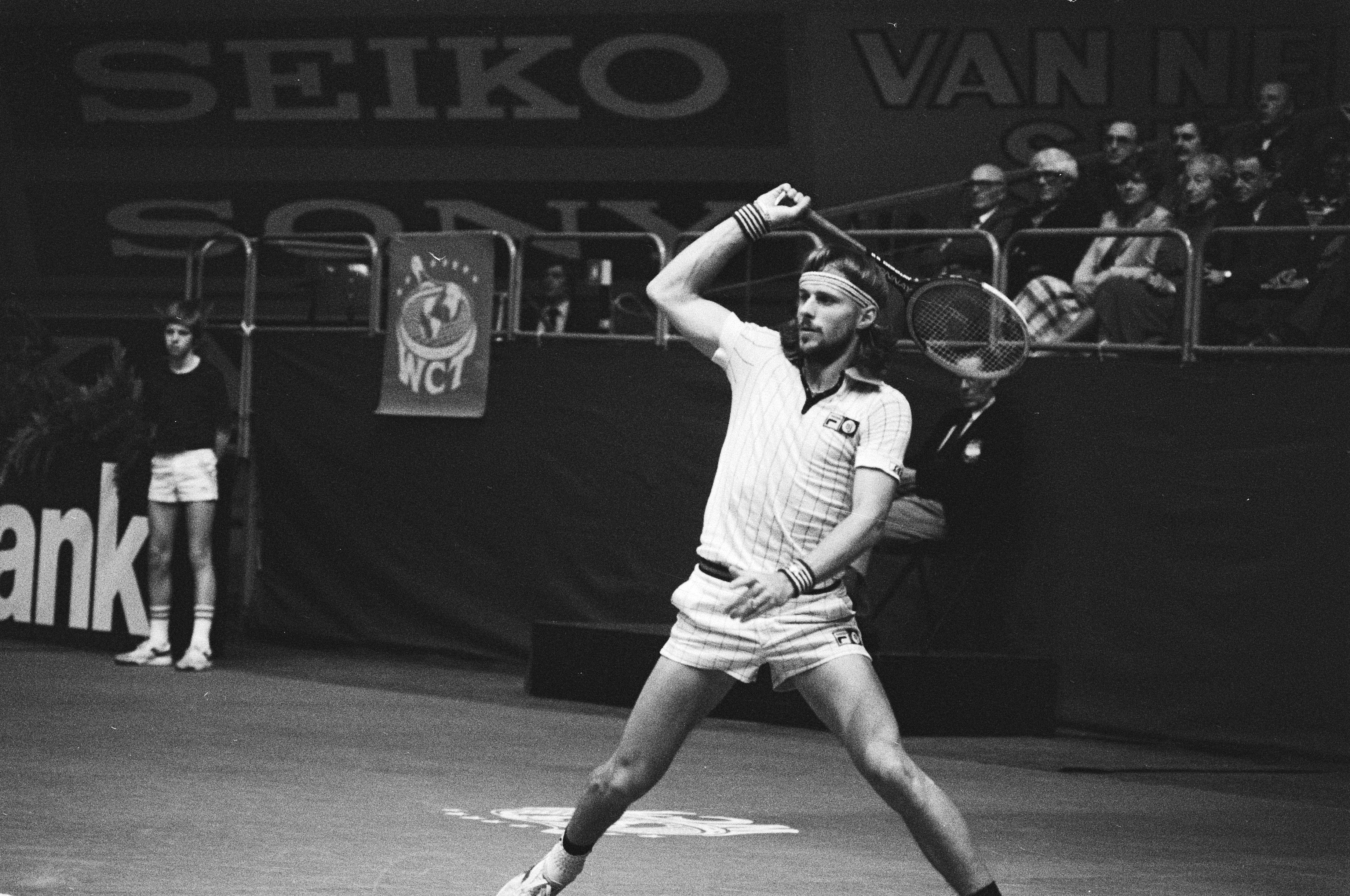
Björn Borg 1979-ben Filában

- Andreas Seppi
- Anna Csakvetadze
- Antonio Rossi
- Ashleigh Barty
- Björn Borg
- Chris Evans
- Grant Hill
- Hans Kammerlander
- James Blake
- Janko Tipsarević
- Jelena Janković
- John Isner
- Karin Knapp
- Karolína Plíšková
- Kevin Anderson
- Kim Clijsters
- Marin Cilic
- Paris Hilton (2008-2009)
- Reinhold Messner
- Sam Querrey
- Fabri Fibra
- BTS (2019-től)[15]

## Lásd még
- Adidas
- Puma (cég)
- Diadora
- Converse
- Under Armour

## Fordítás
- Ez a szócikk részben vagy egészben  a   Fila (azienda) című olasz Wikipédia-szócikk ezen változatának fordításán alapul.  Az eredeti cikk szerkesztőit annak laptörténete sorolja fel. Ez a jelzés csupán a megfogalmazás eredetét és a szerzői jogokat jelzi, nem szolgál a cikkben szereplő információk forrásmegjelöléseként.
- Ez a szócikk részben vagy egészben  a   Fila című angol Wikipédia-szócikk ezen változatának fordításán alapul.  Az eredeti cikk szerkesztőit annak laptörténete sorolja fel. Ez a jelzés csupán a megfogalmazás eredetét és a szerzői jogokat jelzi, nem szolgál a cikkben szereplő információk forrásmegjelöléseként.